# 후쿠모토 노부유키
후쿠모토 노부유키(일본어: 福本 伸行, 1958년 12월 10일 ~)는 일본의 만화가이다. 현실의 어두운 면을 직설적으로 표현하며 강렬한 등장인물과 치밀한 심리묘사로 많은 인기를 누리고 있다. "서툰 그림과 뛰어난 스토리텔링의" 만화가로서 유명하다.

## 약력
공업고등학교를 졸업한 후 건설회사에 취직하여 현장감독으로서 근무하며 퇴근한 후 집에 돌아와서는 만화를 그렸다.
검도만화를 고단샤에 가져갔으나 "우선 어시스턴트로 일하며 경험을 쌓는게 어떤가"하는 권유를 받고 입사 후 불과 석달 만에 회사를 그만둔다.
오래 근무하며 자격을 취득하거나 하면 현실에 그만 길들여져 그만둘 수 없으리라는 생각에서였다.
<바람의 대지>를 그린 카자마 에이지의 문하생으로 들어갔지만 그림이 서툴렀던 후쿠모토는 밥짓는 따위의 잡일만 하게 되었다.
1년반 정도 지난 후, 카자마로부터 "후쿠모토군은 트럭운전수 같은 것이 체질에 맞는 것이 아닐까?"라는 말을 듣고 어시스턴트를 그만두게 되었다.
1980년, <월간 소년 챔피언>에 《잘부탁해,순정대장(よろしく純情大将)》을 게재하며 데뷔하나 이렇다할 인기작을 내지 못하고 짬뽕가게에서 아르바이트를 하면서 생계를 꾸려가면서 각종 만화전에 응모하며 기나긴 수행의 나날을 보낸다.
이 시절, 불확실한 미래에 방황하며 친구들과 즐기는 마작에서만 자신의 정체성을 확인하던 경험이 훗날의 작품에 영향을 끼쳤다.
1987년, 《악어의 첫사랑(ワニの初恋)》으로 제4회 치바 테츠야 상을 수상, 또한 아르바이트로 생계를 순조롭게 꾸리고 있었지만, "오로지 만화 한 길만을 걷기 위해" 24살 때 그만두어 스스로 배수진을 쳤다.
1980년대엔 일본경제의 호황으로 도박을 소재로 한 만화가 융성하고 있었기 때문에 일이 많이 들어온다는 이유로 도박 만화를 그리기 시작한다. 1980년대 말부터 "근대 마작 골드"에 《텐(天)- 텐호로 밀고나가는 쾌남아(天和通りの快男児)》를 연재, 이 작품은 증간되어 후쿠모토로서는 최초의 인기작이 되었고 만화가로서 처음 이름이 알려지게 되었다.
이 무렵부터 도박만화를 많이 그리게 되어 "근대마작"에 연재된 《아카기 - 어둠에 내려온 천재》와 "액션 피잣쓰"에 연재된 《은과 금》으로 일약 인기작가의 반열에 오르게 된다.
1996년부터 "주간 영 매거진"에 《도박묵시록 카이지》의 연재를 개시한다. '카이지' 시리즈는 2009년 현재 39권째까지 연재, 1000만권의 판매부수를 올려 후쿠모토의 인기를 일약 인기 만화가로 부상케 만들었다.

## 작풍
강렬한 성격의 인물 묘사와 극한의 승부에 모든 것을 거는 남자들을 그리는 작품이 많다.
또한, 여성캐릭터의 등장이 극도로 적다. 그 이유는 "그리지 않았더니 그리지를 못하게 되어버렸다."라는 본인의 말.
초기작품에는 자주 등장하고 있으나 도박만화를 그리기 시작하고 나서부터는 "도박만화에 여성은 필요없었다."
세밀한 심리묘사를 특징으로 하며 마작등의 도박에 관련된 작품으로 알려져 있지만
작중에서는 기존의 도박에 구애되지 않고 수많은 독창적인 도박을 고안해내고 있다.
자신이 스토리를 쓴 카와구치 에이지 (카와구치 카이지로 정정)의 "고백", "생존"과 같은 작품도 있다.

## 표현등의 특징
- 웅성’(일본어: ざわ 자와[*]) 하는 의성어가 많이 사용된다. 이것은 심리적인 동요를 표현하기 위한 것이라고 생각되며 주로 주요등장인물의 등뒤의 보조인물들이 일제히 동요하거나 주변 분위기가 고양되는 장면에 사용된다.
- 대사 등에서 말 끝에, "..."와 "!"가 많이 사용된다.
- 그 밖에 "다메(안돼, 싫어, 틀렸어)"라는 대사도 작품, 등장인물 가릴 것이 없이 많이 사용된다.
- 야쿠자의 구성원과 부호의 보디가드 등의 개성없는 캐릭터들은 주로 검은 옷을 입고 있다.
- 등장인물이 정신적인 충격을 받았을 때 그림 전체를 찌끄러뜨리는 연출을 한다.
- 작품에서 사용하는 영어표현에 직역같은 부자연스러운 표현이 많다.

## 일화
- 마작은 중학시절부터 시작하여 본인에 의하면 학창시절땐 거의 져본적이 없다고 하나, 현재는 그저 그런 실력이라고 한다. 좋아하는 도박은 마작 싫어하는 도박은 경마.
- 최근의 취미로 밝힌 것은 골프, 휴일엔 공원에서 아이들과 놀곤 한다고 말했다.
- 영화감독 쿠로사와 아키라의 영향을 받았으며 그중에서 좋아하는 작품은 "이키루"(살다). 최강전설 쿠로자와의 주인공이름은 아키라감독에서 유래한다.
- 뮤지션으로서는 일본 록밴드 THE BLUE HEARTS등을 좋아한다.그래서 인지 "도박묵시록 카이지"의 제 1권에서는 첫장면으로 "미래는 우리들의 손 안에 있다"라는 말을 사용하고 있으며 카이지는 일본 펑크록밴드 THE HIGH-LOWS의 티셔츠를 입고 있다.
- 해외여행을 좋아하며 북한에도 다녀온 적이 있다.
- 그의 작품《최강전설 쿠로사와》는 무명시절의 자신을 모델로 한 것이며 이 작품을 그리며 눈물을 흘린적도 있다고 한다.
- 작품의 제목에 주인공의 이름이 많은 이유는 독자가 주인공을 빨리 기억해주길 원하기 때문이라고 한다.